# 8942 Takagi
A 8942 Takagi (ideiglenes jelöléssel 1997 BR2) a Naprendszer kisbolygóövében található aszteroida. Kobajasi Takao fedezte fel 1997. január 30-án.